# Attila Ambrus

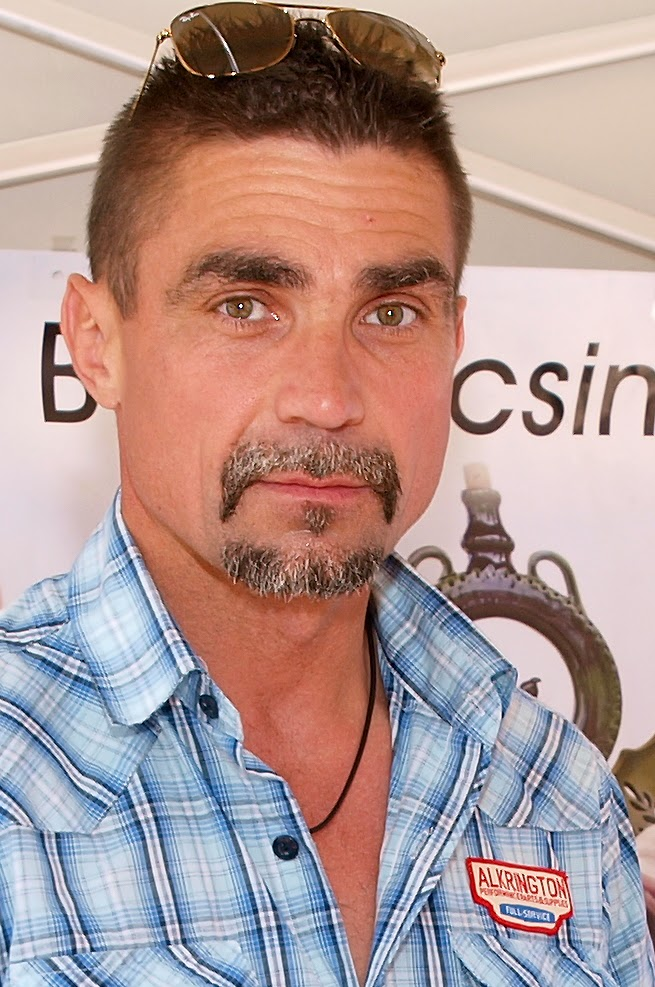
Attila Ambrus (2013)

Attila Ambrus (* 6. Oktober 1967 in Fitód bei Szeklerburg, Siebenbürgen, Rumänien) ist ein ungarisch-rumänischer Eishockeytorwart, Pelzschmuggler, Bankräuber und Schriftsteller.

## Leben
Während seiner Zeit als Eishockeyprofi spielte er für Újpesti TE, zuerst als Ersatztorwart, Zambonifahrer und Eiswart, später dann auch als Stammtorhüter, sowie für den Ferencvárosi TC. In den 1990er-Jahren verübte er in Budapest eine Serie von 29 Banküberfällen, die ihm eine Beute im Wert von umgerechnet rund 775.000 Euro einbrachte. Aufgrund seiner Angewohnheit, sich vor einem Überfall in einer Kneipe in der Nähe des Tatorts mit Whiskey Mut anzutrinken, bekam er von den Medien bald den Spitznamen Whiskeyräuber verpasst. Eine wachsende Anhängerschaft verklärte ihn zu einem Volkshelden im Stile eines Sándor Rózsa oder Robin Hood.
Ambrus wurde im Januar 1999 das erste Mal gefasst, konnte jedoch knapp sechs Monate später aus dem Gefängnis fliehen. Nach drei weiteren Überfällen nahm ihn die Polizei Ende Oktober 1999 erneut fest. Im Dezember 2000 wurde Ambrus nach einem sechsmonatigen Prozess zu einer 15-jährigen Freiheitsstrafe verurteilt, die er im Hochsicherheitsgefängnis von Sátoraljaújhely verbüßte. Die Haftstrafe wurde in einem Berufungsverfahren im Jahr 2002 auf insgesamt 17 Jahre verlängert. Ambrus wurde jedoch am 31. Januar 2012 wegen guter Führung entlassen.

## Werke

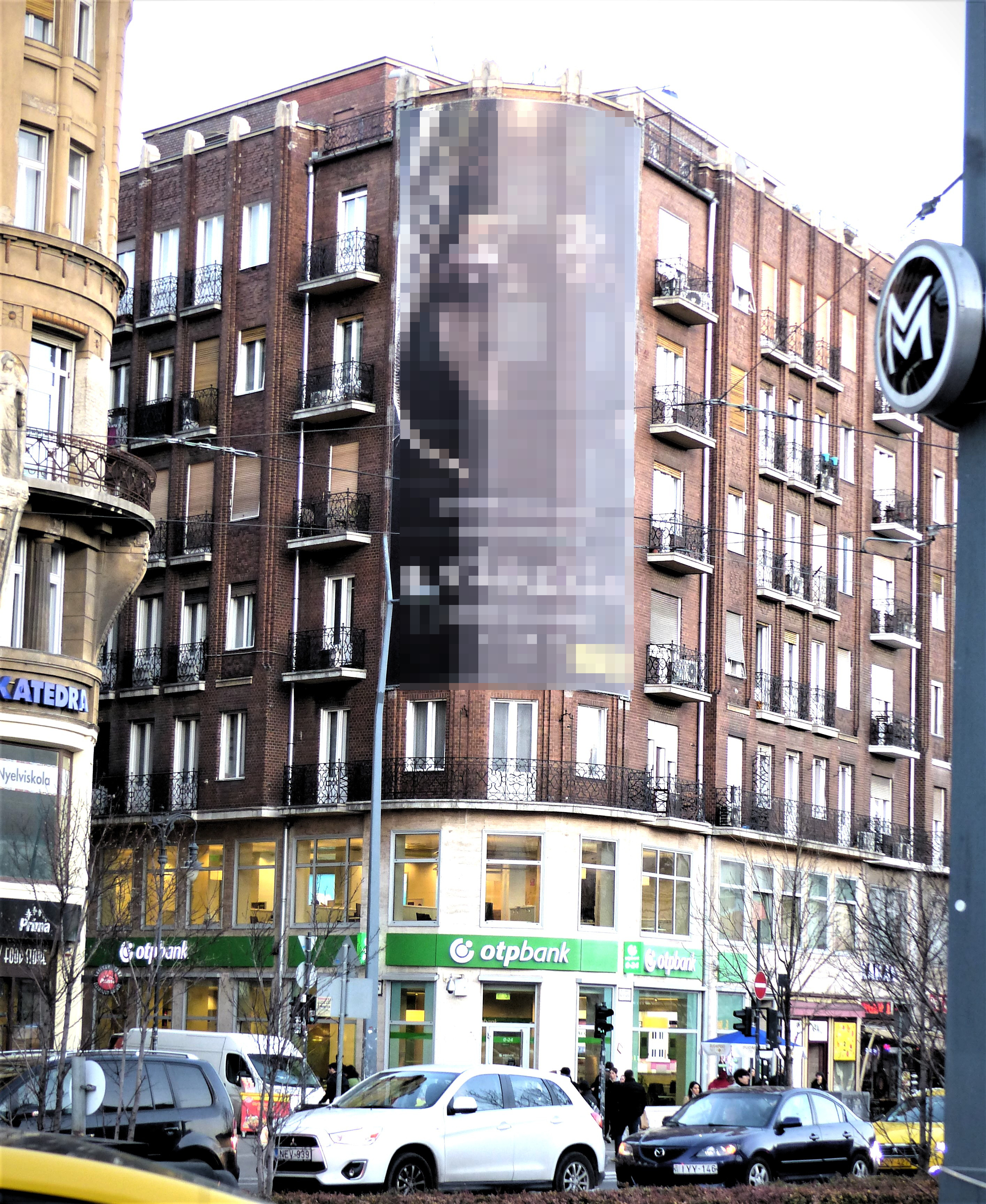
Verpixeltes Plakat der Biographieverfilmung von Nimrod Antal

Während seiner ersten Haftstrafe verfasste Ambrus seine Autobiografie Én, a Whiskys, welche nach einer Überarbeitung durch die Journalistin Judit P. Gál 1999 in Budapest veröffentlicht wurde. Mittlerweile wurde sie auch ins Englische übersetzt. Durch dieses Werk, welches sowohl die Banküberfälle schildert, als auch eine Anleitung dafür abgibt, wurde Ambrus zu einem der meistgelesenen Schriftsteller des postkommunistischen Ungarns.
2004 erschien Ambrus' Biografie in den USA, die deutsche Übersetzung folgte im Jahr darauf. Eine Verfilmung des Buches mit Johnny Depp als Ambrus war angeblich geplant.
Der ungarische Regisseur György Dobray wollte im April 2010 die Verfilmung mit dem englischen Schauspieler Charlie Cox beginnen, die im Oktober 2010 beendet sein sollte. Der Film sollte ab Winter 2010/11 anlaufen, die Veröffentlichung verzögerte sich aber und wurde letztlich nicht realisiert.
Der ungarisch-amerikanischen Regisseur Nimród Antal adaptierte Ambrus' Biografie als Drehbuch und verfilmte es 2017 als Whiskey Bandit – Allein gegen das Gesetz.